# Аккумський сільський округ (Аральський район)
Акку́мський сільський округ (каз. Аққұм ауылдық округі, рос. Аккумский сельский округ) — адміністративна одиниця у складі Аральського району Кизилординської області Казахстану. Адміністративний центр — село Шижага.
Населення — 2203 особи (2021; 2340 у 2009, 2509 у 1999, 2439 у 1989).
Станом на 1989 рік існувала Октябрська сільська рада (села Карашеген, Куршек, Сазди, Шижага). Пізніше село Сазди утворило окремий Саздинський сільський округ. До 2020 року сільський округ називався Октябрським. 2024 роу ліквідовано село Куршек.

## Склад
До складу округу входять такі населені пункти:
| Населений пункт   | Колишні назви | Населення, осіб (1989) | Населення, осіб (1999) | Населення, осіб (2009) | Населення, осіб (2021) |
| ----------------- | ------------- | ---------------------- | ---------------------- | ---------------------- | ---------------------- |
| Карашенгель, село | Карашеген     | 251                    | 0                      | -                      | -                      |
| Куршек, село      | -             | 280                    | 86                     | 142                    | 60                     |
| Шижага, село      | -             | 1908                   | 2423                   | 2198                   | 2143                   |